# Buddy Curry
George Jessel Curry, detto Buddy (Greenville, 4 giugno 1958), è un ex giocatore di football americano statunitense che ha giocato nel ruolo di linebacker nella National Football League. Fu scelto nel corso del secondo giro del Draft NFL 1980 dagli Atlanta Falcons. Al college ha giocato a football all'Università della Carolina del Nord a Chapel Hill.

## Carriera professionistica
Curdy fu scelto nel corso del secondo giro (36º assoluto) del Draft 1980 dagli Atlanta Falcons. Nella sua prima stagione condivise il premio di rookie difensivo dell'anno col compagno linebacker dei Falcons Al Richardson e fu inserito nella formazione ideale della stagione All-Pro dopo avere fatto registrare 3 intercetti. Giocò tutti gli otto anni di carriera professionistica con Atlanta, ritirandosi dopo la stagione 1987.

## Palmarès
- All-Pro: 2

1980, 1982
- Rookie difensivo dell'anno - 1980
- PFWA All-Rookie Team - 1980

## Statistiche
| Sack       | 5,5 |
| Intercetti | 7   |